# 孙芳桂
孙芳桂，宣府右卫人，是一名清朝政治人物。
孙芳桂曾于康熙四年(1665年)接替王得善任漳州府知府一职，康熙六年(1667年)由刘梦兴接任。